# Lučatín
Lučatín (ungarisch Lucsatő – bis 1907 Lucsatő – bis 1888 Lucsatin) ist eine Gemeinde in der Mitte der Slowakei mit 672 Einwohnern (Stand 31. Dezember 2024) und gehört zum Okres Banská Bystrica, einem Landkreis des Banskobystrický kraj.

## Geographie

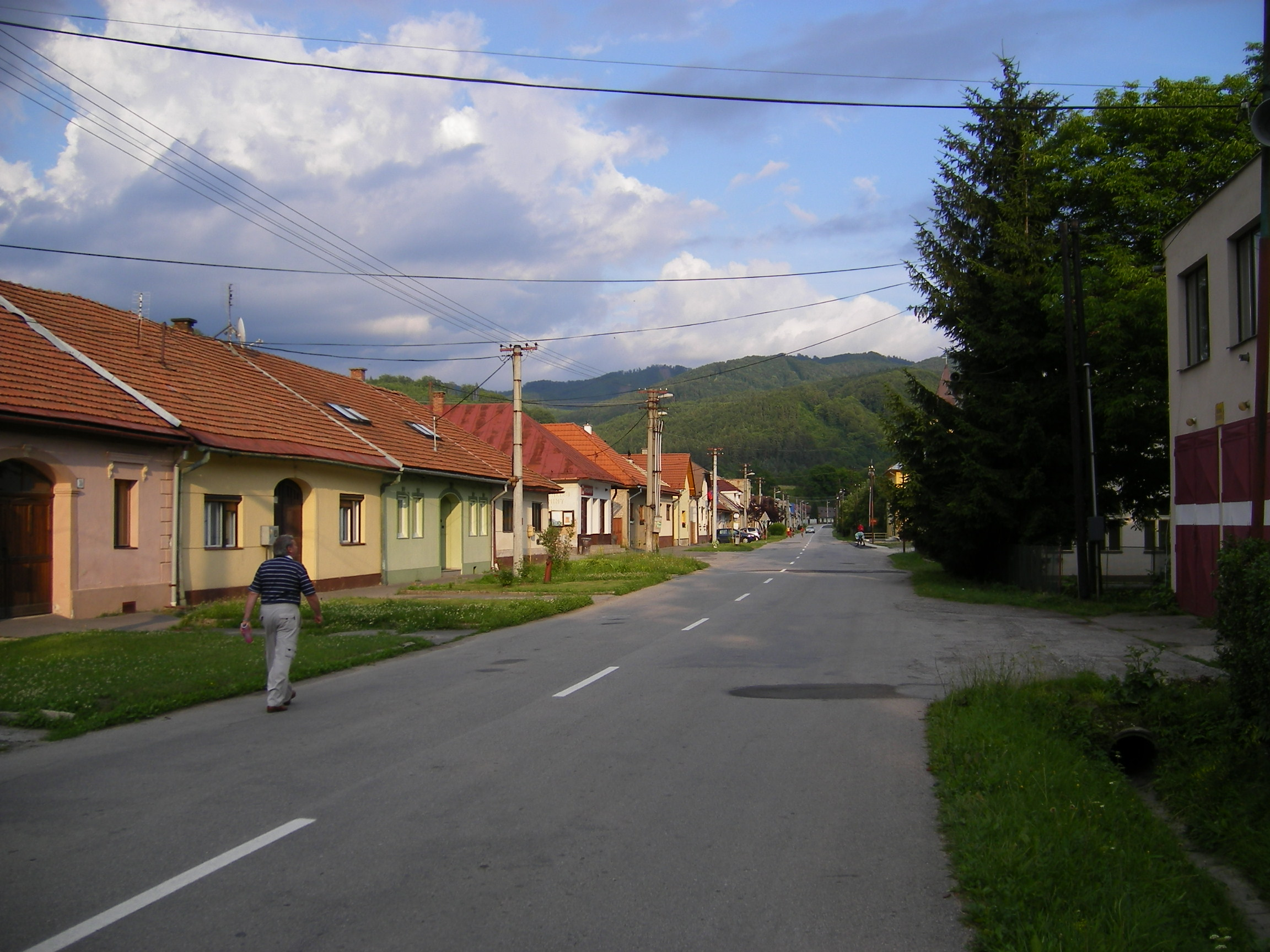
Hauptstraße von Lučatín

Die Gemeinde befindet sich in der Tallandschaft Horehronské podolie am rechten Ufer des Hron, zwischen dem Gebirge Starohorské vrchy und der Niederen Tatra im Norden und der Poľana im Süden. Das Ortszentrum liegt auf einer Höhe von 388 m n.m. und ist 15 Kilometer von Banská Bystrica entfernt.
Lučatín ist ein typisches Straßendorf entlang der ehemaligen Hauptstraße von Banská Bystrica nach Brezno, die seit den 1970er Jahren südlich am Ort vorbeiführt.
Nachbargemeinden sind Hiadeľ im Norden, Medzibrod im Osten, Ľubietová im Süden, Slovenská Ľupča im Westen und kurz Moštenica im Nordwesten.

## Geschichte
Lučatín entstand vor dem 13. Jahrhundert, zum ersten Mal wurde es 1424 als Luchatheu schriftlich erwähnt. Es gehörte damals zum Herrschaftsgut der Burg Liptsch. Während der Türkenkriege und -einfälle des 16. und 17. Jahrhunderts lag beim Ort eine Festung, die zum Netz von Wehranlagen der damals niederungarischen Bergstädte gehörte. Haupteinnahmequellen waren Landwirtschaft und Schafhaltung, im 18. Jahrhundert kamen Forstwirtschaft und Flößerei dazu. Mit der Entwicklung von Hütten und Stahlwerken in der Gegend arbeiteten sie als Fuhrmänner für diese. 1828 zählte man 63 Häuser und 494 Einwohner.
Bis 1918 gehörte der im Komitat Sohl liegende Ort zum Königreich Ungarn und kam danach zur Tschechoslowakei beziehungsweise heute Slowakei.

## Bevölkerung
| Jahr                | 1994 | 2004     | 2014    | 2024    |
| ------------------- | ---- | -------- | ------- | ------- |
| Anzahl der Personen | 498  | 593      | 649     | 672     |
| Unterschied         |      | +19,07 % | +9,44 % | +3,54 % |

| Jahr                | 2023 | 2024    |
| ------------------- | ---- | ------- |
| Anzahl der Personen | 689  | 672     |
| Unterschied         |      | −2,46 % |

Nach der Volkszählung 2011 wohnten in Lučatín 637 Einwohner, davon 578 Slowaken, sechs Tschechen, jeweils ein Deutscher, Jude, Magyare und Russine sowie ein Einwohner, der eine andere Ethnie angegeben hat. 48 Einwohner machten diesbezüglich keine Angabe. 322 Einwohner bekannten sich zur römisch-katholischen Kirche, 157 Einwohner zur evangelischen Kirche A. B., jeweils drei Einwohner zur griechisch-katholischen Kirche sowie zur evangelisch-methodistischen Kirche und ein Einwohner zur Bahai-Religion. 90 Einwohner waren konfessionslos und bei 61 Einwohnern wurde die Konfession nicht ermittelt.

## Verkehr
Im Ort befinden sich zwei Haltestellen an der Bahnstrecke Zvolen–Podbrezová und zwar Lučatín im Ort sowie Ľubietová südöstlich und außerhalb der bebauten Ortsfläche. Die Straße 1. Ordnung 66 verläuft außerhalb des Dorfes, mit Anschlüssen unweit der Haltestelle Ľubietová und in Slovenská Ľupča.